# HMS Otus (S18)
Le HMS Otus (S18) est un sous-marin d'attaque conventionnel de classe Oberon de la Royal Navy lancé en 1992. Mis hors service dans les années 1990 il est désormais exposé comme navire musée

## Historique

### Conception et construction
La classe Oberon était une suite de la classe Porpoise, avec les mêmes dimensions et la même conception externe, mais des mises à jour de l'équipement et des accessoires internes, et une qualité d'acier supérieure utilisée pour la coque pressurisée. 
Conçus pour le service britannique, les sous-marins de classe Oberon mesuraient 241 pieds (73 m) de longueur entre perpendiculaires et 295,2 pieds (90,0 m) de longueur hors tout, avec une largeur de 26,5 pieds (8,1 m) et un tirant d'eau de 18 pieds (5,5 m). Le déplacement standard était de 1.610 tonnes , 2.030 tonnes à pleine charge à la surface et 2.410 tonnes à pleine charge en immersion. Les machines de propulsion comprenaient 2 générateurs diesel Admiralty Standard Range 16 VTS et deux moteurs électriques de 3.000 chevaux-vapeur (2.200 kW), chacun entraînant une hélice à 3 pales de 7 pieds de diamètre (2,1 m) jusqu'à 400 tr min. La vitesse maximale était de 17 nœuds (31 km/h) en immersion et de 12 nœuds (22 km/h) en surface.  Huit tubes lance-torpilles de 21 pouces (530 mm) de diamètre ont été installés (six tournés vers l'avant, deux vers l'arrière), avec une charge utile totale de 24 torpilles.  Les bateaux étaient équipés de sonars de type 186 et de type 187 et d'un radar de recherche de surface en bande I. L'effectif standard était de 68 : 6 officiers, 62 marins. 
L' Otus a été construit par Scotts Shipbuilding and Engineering Company le 31 mai 1961 et lancé le 17 octobre 1962. Des essais en mer ont été entrepris dans les eaux écossaises, principalement le Loch Long et le Loch Fyne. Il a été mis en service dans la Royal Navy le 5 octobre 1963.

### Histoire opérationnelle
La première mission d'Otus comprenait des exercices d'essais de missiles à grande échelle dans l'océan Atlantique et des visites aux États-Unis et à Halifax, au Canada. Il a assisté à la revue de flotte du jubilé d'argent de 1977 au large de Spithead lorsqu'il faisait partie de la flottille sous-marine. 
En juillet 1987, une équipe de sous-mariniers britanniques, du Commonwealth et internationaux a participé à des essais à Bjornafjorden, près de Bergen, en Norvège, à bord d'Otus. 
Il a aussi a été déployé dans le golfe Persique pendant la guerre du Golfe de 1991 dans le cadre de l'Operation Granby (en). À son retour à Gosport, il portait le  Jolly Roger, la seule indication que le sous-marin avait participé au déploiement et à la récupération du personnel du Special Air Service et du Special Boat Service.

### Préservation
Otus a été mis hors service au début des années 1990 à la casse de H. G. Pound à Portsmouth pendant plusieurs années. Il a ensuite été acheté par un entrepreneur allemand, qui l'a amarré dans le port de la ville de Sassnitz sur l'île de Rügen en Allemagne pour être exposé et visité comme un navire musée flottant .

## Galerie

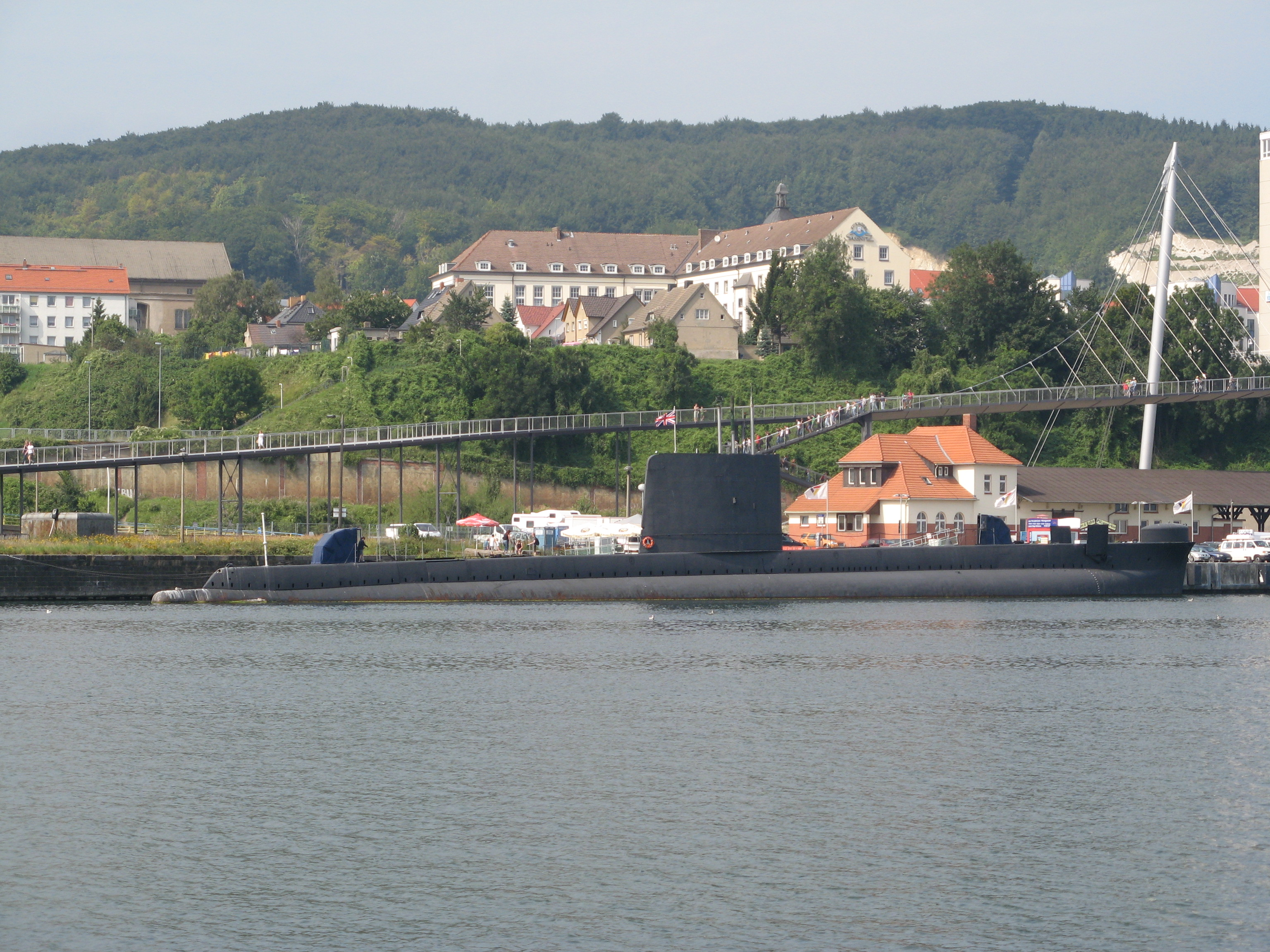
Otus au port de Sassnitz
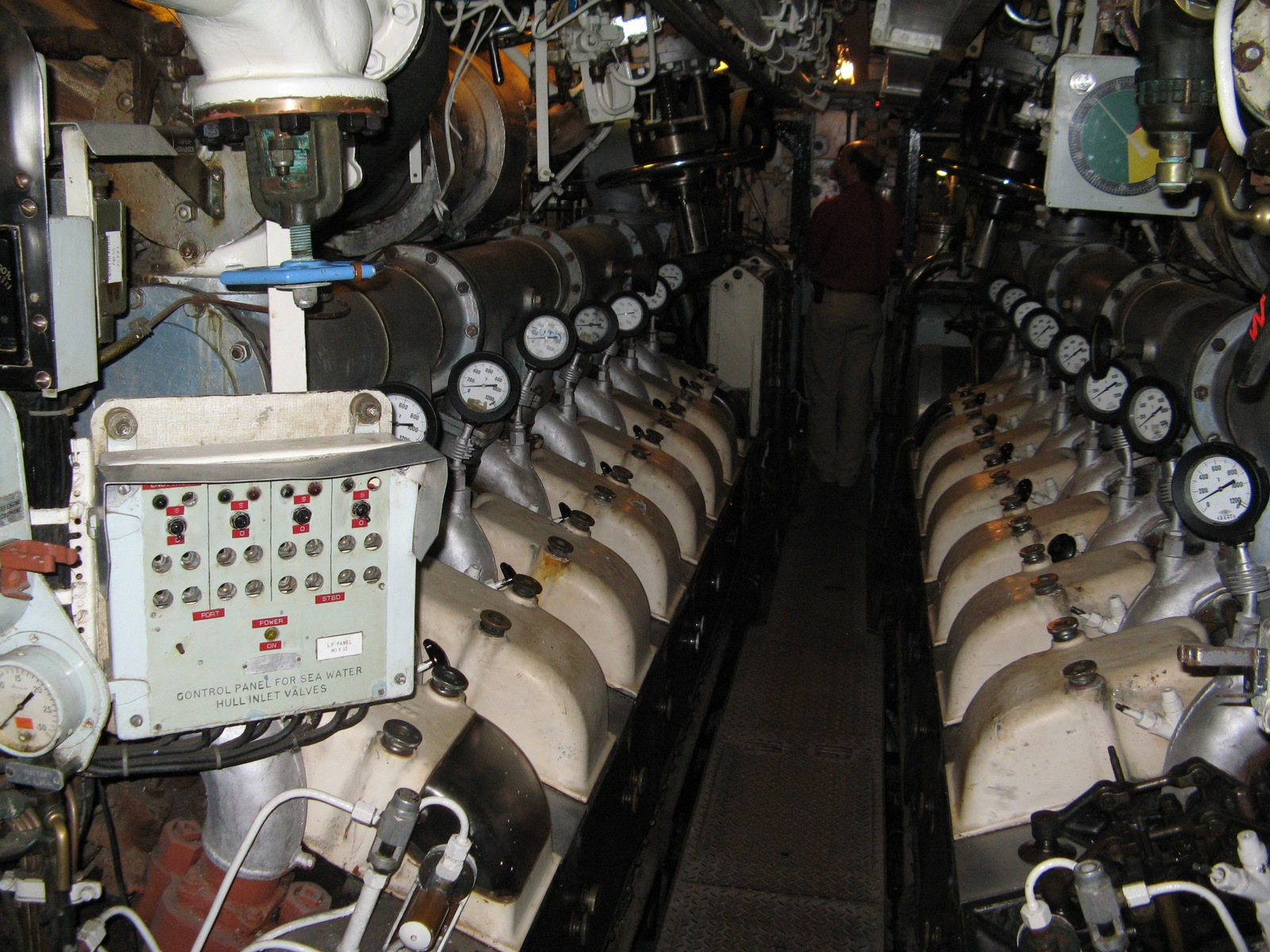
salle des machines
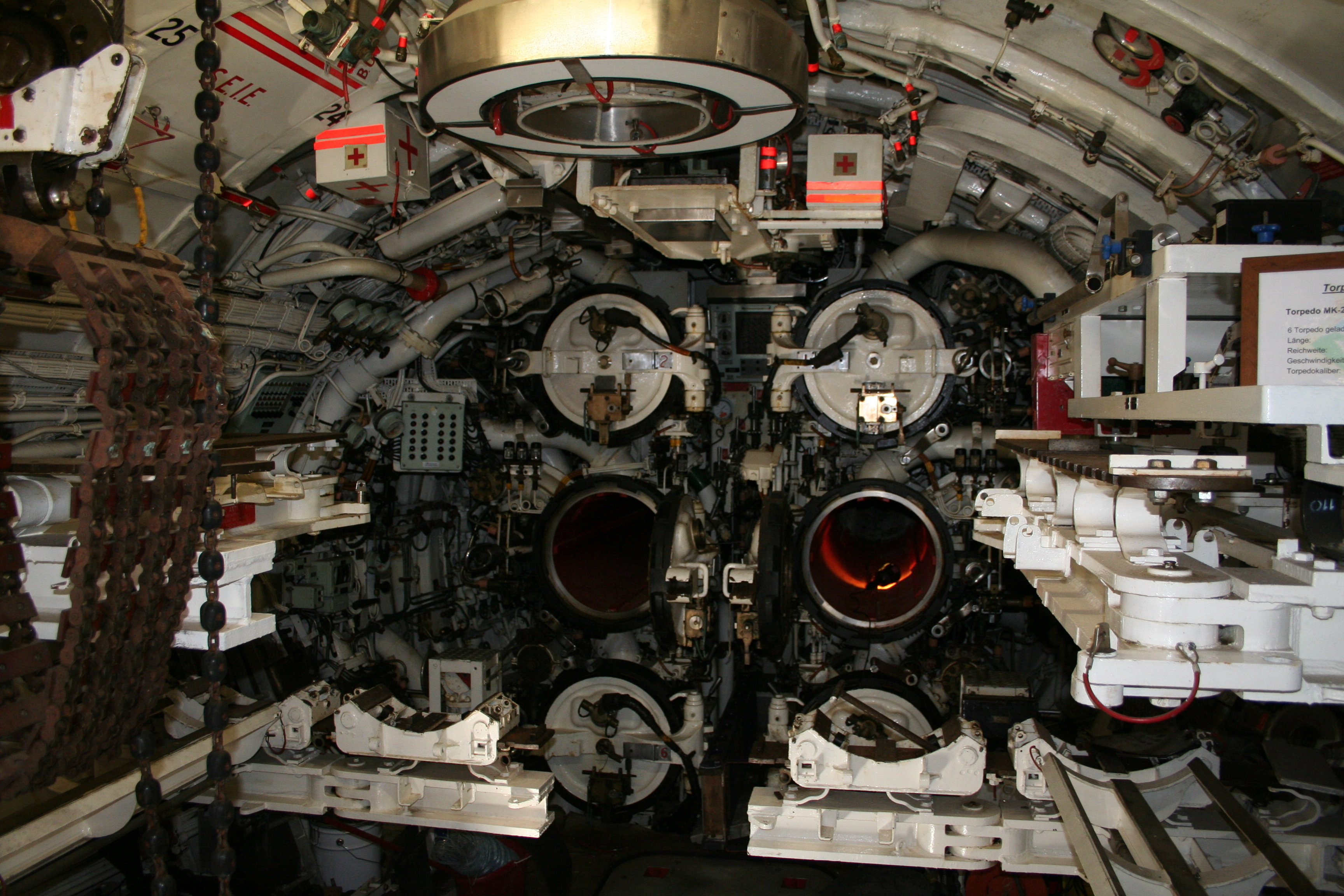
Salle des torpilles